# Le Guess Who?
Le Guess Who? is een jaarlijks muziekfestival in de Nederlandse stad Utrecht. Het festival bestaat sinds 2007 en vindt in november plaats op verschillende plekken in de stad, waaronder TivoliVredenburg, EKKO, Janskerk en Theater Kikker. Ook werfkelders, kerken en oude fabriekspanden worden gebruikt om de artiesten te laten optreden. Het festival richt zich met name op het presenteren van nieuwe bands. In 2019 trok het festival 20.000 bezoekers uit 61 verschillende landen.

## Geschiedenis
Le Guess Who? is ontstaan uit de gedeelde fascinatie van de programmeurs Johan Gijsen en Bob van Heur voor de muziekwereld van het Canadese Montreal. De eerste editie vond plaats aan het einde van 2007 in poppodium Tivoli.
De naam van het festival toont nog de oorspronkelijke band met Canada. Aldus Johan Gijsen: “De naam is een afgeleide van The Guess Who, een Canadese band uit de jaren zeventig die een hit scoorde met American Woman. Veel mensen dachten dat de band uit Amerika kwam. Het is een fout die ook nu nog bij Canadese bands gemaakt wordt. Daarnaast vertelt de naam dat er iets uit te checken valt.”
Aanvankelijk richtte het festival zich exclusief op bands afkomstig uit Canada. Met de line-up van de derde editie, in 2009, werd deze traditie minder strikt genomen en traden er ook bands uit andere landen op. In 2010, bij de vierde editie, werd het uitgangspunt van slechts Canadese avant-garde-muziek geheel losgelaten en gingen de programmeurs zich op avant-garde muziek van over de gehele wereld richten.
Behalve optredens van bands en DJ’s presenteert Le Guess Who? ook projecten; dit gebeurt vaak in samenwerking met andere partijen. Te denken valt aan exposities van werk van popfotografen, tekenaars, video- en geluidskunstenaars. Daarnaast worden er lezingen gegeven en live interviews gehouden.
Organisaties die ooit aan het programma van Le Guess Who? een bijdrage hebben geleverd, zijn onder andere: Subbacultcha!, Beep! Beep! Back Up The Truck, Wereldfeest, Club 3VOOR12 Utrecht.
De eerste jaren breidde het festival ieder jaar met een dag uit. In 2007 duurde het festival twee dagen, in 2008 drie, in 2009 vier, in 2010 vijf en in 2011 weer drie dagen.
In 2013 won Le Guess Who? het "IJzeren Podiumdier" voor beste Festival van 2012. Deze prijs werd uitgereikt door het VNPF (Vereniging Nederlandse Poppodia en Festivals) tijdens Eurosonic Noorderslag. Voor 2014 won het deze prijs in de categorieën beste festival en beste programmeur. In 2016 kreeg het festival een meerjarige subsidie van 125.000 euro per jaar van het Fonds Podiumkunsten.

## Le Guess Who? May Day en Le Mini Who?
Le Guess Who? heeft in de loop der jaren twee zusterfestivals ontwikkeld.
Le Guess Who? May Day werd in mei 2012, 2013 en 2014 georganiseerd. Le Guess Who? May Day is de eendaagse voorjaarseditie van Le Guess Who? en vond plaats op verschillende locaties in Utrecht, waaronder Tivoli, EKKO en ACU. Sinds 2015 bestaat Le Guess Who? May Day niet meer. De organisatie wilde zich volledig gaan focussen op de volwaardige november-edities.
Le Mini Who? vond voor het eerst plaats tijdens Le Guess Who? 2011. Op dit gratis zusterfestival spelen opkomende nationale en internationale artiesten in platenzaken, koffiebarretjes, bars en cafés, kledingzaken en (kunst)galeries op en rondom de Voorstraat te Utrecht.

## Edities

### Programma 2007
Black Mountain, Caribou, Duchess Says, Hot Hot Heat, Julie Doiron, Lightning Dust, Miracle Fortress, Montag, MSTRKRFT, Thunderheist, Young Galaxy.

### Programma 2008
Beach House, Clues, Dragons Of Zynth, Elizabeth Anka Vajagic, Fairmont, Fred Eaglesmith, Hayden, Hrsta, Jana Hunter, Katie Stelmanis, Land of Talk, Melissa Auf der Maur, Shalabi Effect, Telepathe, The Stills, Think About Life, Torngat.

### Programma 2009
A Place to Bury Strangers, Alexander Tucker, B. Fleischmann, Basia Bulat, Bibio, Box Elders, Crystal Fighters, Dead Confederate, Deer Tick, Dorian Concept, Early Day Miners, El Pino & The Volunteers, Evan Dando, F.S. Blumm, Fucked Up, Huoratron, Lightning Dust, Luke Abbott, Male Bonding, Megafaun, Micah P. Hinson, Moon & Sun, nice nice, Patrick Watson & The Wooden Arms, Pitto, Poirier ft. MC Zulu, Ryland Bouchard, Saint Alvia, Six Organs Of Admittance, South San Gabriel, Staff Benda Bilili, The Dodos, The Field, The Shaky Hands, The Tragically Hip, The Very Best, Thus Owls, Tony Dekker, TV Buddhas, Wavves, Wild Beasts, William Fitzsimmons.

### Programma 2010
Alasdair Roberts, Baths, Beach House, Black Breath, Black Dice, Boys Of Summer, Born Ruffians, Broken Social Scene, Caribou, Cave, Demon's Claws, Elephant Micah, Esben and the Witch, Eskmo, Fehler, FM Belfast, Francis, Giant Sand, Grasscut, The Greenhornes, Growing, Gyedu-Blay Ambolley & The Ghana Funk Project, Idiot Wind, James Blackshaw, Junip, Kiss the Anus of a Black Cat, Lower Dens, Marnie Stern, Menomena, The One Ensemble ft. Daniel Padden, Peter Broderick, Pictureplane, Pien Feith, Saroos, Siskiyou, Sleepy Sun, Sleigh Bells, Small Black, Smith Westerns, The Strange Boys, Subtitle, Swans, The Tallest Man on Earth, Trembling Bells, Ty Segall, Wooden Shjips.

### Programma 2011
A Winged Victory For The Sullen, Akron/Family, Babe Rainbow, Bachelorette, Bass Drum of Death, The Besnard Lakes, Bill Callahan, Bo Ningen, Braids, Com Truise, Dead Neanderthals, Eagulls, Endless Boogie, Fool’s Gold, Fruit Bats, Gang Gang Dance, Gary War, Givers, I Break Horses, Iceage, John Maus, Low, Marissa Nadler, Mugstar, My Brightest Diamond, Nisennenmondai, Nurses, Okkervil River, Om Unit, Other Lives, Panda Bear, Part Chimp, Pinback, Pink Mountaintops, Rats on Rafts, Richard Buckner, Roll The Dice, Shabazz Palaces, Snailhouse, Socalled, Stephen Malkus & The Jicks, Still Corners, Suuns, Swearing at Motorists, Tarwater, Zola Jesus, Zomby.

### Programma May Day 2012
Bear In Heaven, Cloud Nothings, DJ Fitz, Girls Names, Julia Holter, Kim Janssen, MMOTHS, Moonface, Sharon van Etten, Sleepy Sun, Weird Dreams, Willis Earl Beal, Young Magic.

### Programma 2012
Adrian Crowley, Adrian Sherwood, Allah-Las, AmenRa, Beak, Benji B, Brat Farrar, Broeder Dieleman, Cheatahs, Chris Cohen, Clinic, Colin Stetson, Deerhoof, Destroyer, Dignan Porch, DIIV, Dirty Three, Do Make Say Think, Each Other, Erin Lang & The Foundlings, Foxygen, Fuck Buttons, Grouper, Hayden, Hundred Waters, Jacco Gardner, Jerusalem In My Heart, Julianna Barwick, Koreless, Lapalux, Little Wings, Lower Dens, Lumerians, Mac DeMarco, Machinedrum, Mala, Matana Roberts, Matthew Dear, Mo Kolours, Mono, Naytronix, Nick Waterhouse, Night Beats, Oathbreaker, Palmbomen (live), Prince Rama, Ravens & Chimes, Sandro Perri, Sharon van Etten, Sinkane, Stubborn Heart, Suuns, Team Ghost, The Luyas, FIDLAR, The Pyramids, The Soft Moon, Tim Hecker, traumahelikopter, Ty Segall, Ultraista, White Fence, Why?, Zammuto

### Programma May Day 2013
Bass Drum of Death, Deerhunter, Dirty Beaches, Forest Swords, Gary Wilson & The Blind Dates, Julia Kent, King Tuff, Mikal Cronin, Mount Eerie, Poppy Ackroyd, Sam Amidon, Thee Oh Sees, The Intelligence, The Haxan Cloak, Unknown Mortal Orchestra.

### Programma 2013
Al Lover (DJ set), Alex Smoke presents Wraitlic, Absolutely Free, Adult Jazz, Brokeback, Braids, Califone, Cheap Time, Crystal Stilts, Connan Mockasin, Daughn Gibson, Damien Jurado, Destroyer, Diana, Disappears, Dirty Beaches, Douglas Dare, DM Stith, Edan (DJ SET), Ed Askew, Esmerine, Eric Copeland, Emily Wells, Fat White Family, Forest Swords, Glasser, Glenn Jones, Hanni El Khatib, Hailu Mergia, His Clancyness, James Pants, Jonathan Toubin, King Khan and the Shrines, Linda Perhacs, Laurel Halo, Lonnie Holley, Mark Lanegan, Matt Elliott, Mad Professor, METZ, Moonface, Mickey Lightfoot, Michael Chapman, Michael Feuerstack, Mike Donovan, MV & EE, Neko Case, Night Beats, No Joy, Oddisee, Oneohtrix Point Never, Ólafur Arnalds, Om, Patten, PINS, Pharmakon, Scout Niblett, Roly Porter, Thao & The Get Down Stay Down, The Black Angels, The Dodos, The Fall, The Holydrug Couple, The Pharmacy, The Thing, The Wytches, Ty Segall, Wampire, White Fence, Wooden Shjips, Young Fathers, Yo La Tengo.

### Programma May Day 2014
Big Ups, Black Lips, Future Islands, Golden Animals, Hallo Venray, Hiss Golden Messenger, Jeremiah Jae, Laetitia Sadier, Mutual Benefit, Neutral Milk Hotel, Paul White, Quilt, Ryley Walker, S. Carey, Scott & Charlene's Wedding, Sean Nicholas Savage, Shonen Knife, Speedy Ortiz, The Range, The War on Drugs.

### Programma 2014
Swans, Wire, Silver Apples, Ben Frost, Savages & Bo Ningen present 'Words To The Blind', Prurient, Sir Richard Bishop, Baby Dee, Xylouris White, Carla Bozulich, Xiu Xiu, Jenny Hval, Okkyung Lee, Victor Herrero, Father Murphy, Leafcutter John, Autechre, Bonnie "Prince" Billy, Dr. John & The Nite Trippers, Einstürzende Neubauten, Selda feat. Boom Pam, St. Vincent, tUnE-yArDs, Perfume Genius, Suuns & Jerusalem In My Heart, Cloud Nothings, Sharon van Etten, Mac DeMarco, Ought, Greylag, Owen Pallett, Hauschka, Binkbeats, Rodion G.A., Son Lux, Iceage, Brandt Brauer Frick, The Vaselines, Parkay Quarts aka Parquet Courts, Dean Blunt, Daniel Norgren, Viet Cong, Baba Zula, Ryley Walker, A Winged Victory For The Sullen, Sleaford Mods, Lucrecia Dalt, Homeboy Sandman, Dorian Concept Trio, Ogoya Nengo & The Dodo, Women’s Group Cut Hands, White Lung, Mdou Moctar, Tape, Jameszoo live ft. Raphael Vanoli & Gideon van Gelder, Americo Brito, PCPC, Broeder Dieleman, Maarten Vos & Greg Haines, Hieroglyphic Being, Steve Gunn, Amen Dunes, Trans Am, uKanDanZ, Helado Negro, Peter Walker, Torn Hawk, Jozef van Wissem, PC Worship, TSU!, Norberto Lobo, Crows, She Keeps Bees, Grup Ses Beats, DJ Fitz, Tabanka, Thug Entrancer, Rebel Up, PAUS, The Walking Who, Vintage Voudou DJs, Wildbirds & Peacedrums, Sebastian Plano, John Lemke, Broncho, Federico Albanese, Carlos Cipa, Nouveau Vélo, Tomaga, Ela Stiles, Cristobal & The Sea, Plan Kruutntoone, Dracula Legs, William Basinski, Stephen O'Malley, Emptyset, Tim Hecker, Steve Hauschildt, James Blackshaw, Dirk Serries, Julianna Barwick, Carla Bozulich and John Eichenseer, House of Cosy Cushions, Ashraf Sharif Khan, 7090, Naomi Sato, Heartsnatcher, Gareth Davis & Shivers, Machinefabriek & Fox String Quartet, The Score Collective feat. Lisa, Wilbert Bulsink & Koen Kaptijn, Loop, Tamikrest, The Growlers, King Gizzard & The Lizard Wizard, Fumaça Preta, The Monsters, Wreckless Eric, King Tuff, Benjamin Booker, Curtis Harding, The Intelligence, Liquor Store, zZz, The Parrots, Juan Wauters, de sp aties, The Coathangers, Far-Out Fangtooth, Chuckamuck, Deers, Danny & The Darleans, Yonatan Gat, Movie Star Junkies, Thee Oops, The Miseries.

### Programma 2015
Deerhunter, Kamasi Washington, Destroyer, The Notwist, The Pop Group, Faust, Evil Superstars, Ariel Pink, Swervedriver, T.P. Orchestre Poly-Rythmo de Cotonou, Atlas Sound, Josh T. Pearson, Dawn Penn, Viet Cong, A Place To Bury Strangers, METZ, Prefuse 73, Wavves, Islam Chipsy/Eek, Mikal Cronin with Strings & Horns, Adrian Sherwood At The Controls feat. Disappears, Kaki King, Shabazz Palaces, The Necks, Blanck Mass, Yung Gud, Lotic, Songhoy Blues, Titus Andronicus, The Besnard Lakes, Ho99o9, Protomartyr, Widowspeak, Huerco S., Lee Gamble (DJ set), DJ Paypal, Majical Cloudz, Michael Price Trio, Föllakzoid, Meat Wave, Nots, Ultimate Painting, Kelley Stoltz, Jacuzzi Boys, Shannon and the Clams, The Drones, The Numero Group DJ’s, Heems, NAH, STUFF., Saintseneca, Mustafa Özkent ve Belçika Orkestrasi, Okay Temiz & La Fanfare Du Belgistan, Gaye Su Akyol, Mirel Wagner, Laura Cannell, Jennifer Castle, The Weather Station, Thus:Owls, Nâ Hawa Doumbia, Masayoshi Fujita, The Space Lady, Eartheater, The Babe Rainbow, Sunflower Bean, Dan Friel, Baba Commandant & The Mandingo Band, Howard Eynon, Kodiak Deathbeds, Jack Name, Dave Heumann, Jessica Moss, Car Seat Headrest, Anna Meredith, Liima, Wilbert Bulsink & Jessica Sligter, Housewives, Negra Branca, Lovers & Lollypops Soundsystem, Hop Along, Hooton Tennis Club, Terzij de Horde, J Fernandez, thisquietarmy, Black Oak, Younghusband, Insect Ark, Grooms, It It Anita, Rats On Rafts, Dollkraut, Hoek, Torus, The Homesick, Torii, Chantal Acda, Laster, Nefast, The Mysterons, Gnaw Their Tongues, Bully, Moon Moon Moon, Woods on Fire, IX, The Great Communicators, Sigma, Michel Banabila, Law-Rah Collective, Yoshio Machida, LCDrone, Yoshio Machida & Trap&Zoid, Allert, OSC1899, Seht Zhan, ZENO, Red Light Radio.
SUNN O))) Presents: SUNN O))), Annette Peacock, Magma, Bennie Maupin, Julia Holter, Keiji Haino, Chelsea Wolfe, The Crazy World of Arthur Brown, Hildur Guðnadóttir, OM, Goatsnake, Charlemagne Palestine, Demdike Stare, Bölzer, Virus, Martyrdöd, Today Is The Day, Marissa Nadler, Dylan Carlson & Rogier Smal, Circuit Des Yeux, Grumbling Fur, Big|Brave, Chaos Echoes, Aluk Todolo, John Doran, Grime.
Between Two Crescents: Dirar Kalash, Sahar Taha, Elie Maalouf.
Jacco Gardner presents: Cabinet of Curiosities: Os Mutantes, Dungen, Jacco Gardner, Nick Garrie, Michael Rault, Death and Vanilla, Eerie Wanda.
Levitation Presents: Total Control, Lightning Bolt, Suuns & Jerusalem In My Heart, Bo Ningen, Deradoorian, The Myrrors, Ringo Deathstarr.
Constellation Records Presents: Ought, Saltland, Eric Chenaux, Last Ex, Avec le Soleil Sortant de sa Bouche.
Fluister Nights: Lubomyr Melnyk, Deaf Center, Loscil, Christina Vantzou, Otto A. Totland, Trigg & Gusset.

### Programma 2016
Ab Baars, Amber Arcades, Anna von Hausswolff, Bambara, Barst, Beatrice Dillon, Black Mountain, Brigid Mae Power, broeder Dieleman, Canshaker Pi, Cate Le Bon, Charnia, CHVE, Circus Debre Berhan, Club Guy & Roni presents: Happiness, Die Nerven, Digable Planets, Dinosaur Jr., DJ Cate Le Bon & Friends, DJ Felagoro, DJ Ramses3000, DOODcast Live Special, Elysia Crampton, Elza Soares, Entrance, Federico Albanese, Fendika, Ggu:ll, Girl Band, Goat, Group A, Guy One & The Polyversal Souls, Hallo Venray, Heather Leigh, Heather Woods Broderick, Horse Lords, Idris Ackamoor & The Pyramids, It It Anita, Jameszoo Quartet, Jherek Bischoff, Junun featuring Shye Ben Tzur, Jonny Greenwood & The Rajasthan Express, King Champion Sounds, King Creosote, Lera Auerbach & Netherlands Chamber Choir, Les Filles de Illighadad, Ljerke, Lonnie Holley, Maarja Nuut & Hendrik Kaljujärv, Monnik, Mrs. Pilgrimm, Nadja, Nap Eyes, Neil Halstead, Névoa, Oathbreaker, Oliver Coates, Ortega, Patty Waters, Peter Broderick, Phurpa, Preoccupations, Quilt, Radiooooo presents Victor Kiswell DJ set, Raime, Rebel Up, Red Light Radio, Ryan Sambol, Ryley Walker, Scott Fagan performing South Atlantic Blues, Seamus Cater, St. Francis Duo, Stara Rzeka, Swans, TAU, The Black Heart Rebellion, The Comet is Coming, The Dwarfs of East Agouza, The Ex, The Exotic Sounds of Ajabu, The Mandolin Sisters, Ufomammut, Ulrika Spacek, Weyes Blood, Whitney, Wooden Shjips, Wymond Miles, Yung, Zerfu Demissie.
Curated by Wilco: 75 Dollar Bill, Arnold Dreyblatt, Bassekou Kouyaté & Ngoni Ba, Deerhoof, Drinks, Fennesz, Klara Lewis, Kyoka, Lee Ranaldo & El Rayo, Let’s Eat Grandma, PITA, Prestige Ingredients (film), Shopping, Steve Gunn, The Cairo Gang, Tom Carter, Tortoise, Wand, Wilco, William Tyler.
Curated by Savages: A Dead Forest Index, Beak>, Bo Ningen, Container, Don Teel Curtis, Duke Garwood, Ectopia, Good Sad Happy Bad, Hannah Peel, I Speak Machine, Jessy Lanza, ‘Just A Glimpse’ (expo), Mario Batkovic, Savages, Tim Hecker, Voice of the Eagle: The Enigma of Robbie Basho (film), Wrangler.
Curated by Julia Holter: Aine O’Dwyer, Circuit des Yeux, Delphine Dora, Jackie Lynn, Jessica Moss, Josephine Foster, Julia Holter, Karolus Magnus, Laraaji, Lau Nau, Laurel Halo, Lucrecia Dalt, Maya Dunietz performs the music of Emahoy Tsegué-Maryam Guèbrou, Tashi Wada & Yoshi Wada, What No One Knows (film).
Curated by Suuns: Alessandro Cortini, Brian Case, DJ Nigga Fox, Jerusalem In My Heart, Jlin, Marching Church, Marie Davidson, Patrick Higgins, Pauline Oliveros, RP Boo, Samuel Kerridge, Suuns, Voix du Maroc (film), Wormholes Electric.
The Ex Festival: Andy Moor, Api Uiz, Circus Debre Berhan, Endris Hassen, George Hadow, Han Bennink, John Butcher, Katherina Bornefeld, Ken Vandermark, Lena Hessels, Melaku Belay, Misale Legesse, Nardos Tesfaw, Terrie Hessels, Zea, Zenash Tsegaye, Zerfu Demissie.

### Programma 2017
In 2017 probeerden de organisatoren iets nieuws: op prominente plekken op het speelschema stonden vraagtekens. Deze verrassingsacts waren onder andere Amadou & Mariam en The Residents.
Ahmed Fakroun feat. Altin Gün, Altın Gün, Aquaserge, Ben Frost, Big|Brave, Black Lips, Black Power Tarot Exhibition by King Khan & Michael Eaton, Brian Case, Circuit, Dälek, Dark Buddha Rising, Den Sorte Skole, Derya Yıldırım & Grup Simsek, EANN, Essaie pas, Farai, Film: The Invaders, Flohio, H. Hawkline, Ibaaku, Insecure Men, Jambinai, Jane Weaver, Jesca Hoop, John Maus, Juana Molina, Julie Byrne, K Á R Y Y N, Kane Strang, Kelly Lee Owens, Kevin Morby, Kutmah, Les Amazones d'Afrique, Liars, Lili Boulanger - 'Du fond de l’abîme' performed by Radio Philharmonic Orchestra, Linton Kwesi Johnson, Luka Productions, Madensuyu, METZ, Midnight Sister, Moon Duo, Muddersten, Nicole Beutler presents '7: Triple Moon', Nobody (Willis Earl Beal), Patrick Higgins - Hyperborea & Gesualdo’s Tenebrae Responsories for Holy Saturday, Pissed Jeans, Proto Idiot, Rabit, Sarah Davachi, Sekou Kouyate, Sevdaliza, Stella Chiweshe, Steven Warwick, Sudan Archives, Sun Kil Moon, Sun Ra Arkestra, The Bug vs Dylan Carlson of Earth, The Como Mamas, The Ecstatic Music of Alice Coltrane Turiyasangitananda performed by the Sai Anantam Ashram Singers, The Ex, The Soft Moon, The Wire Magazine interviews, Thurston Moore Group, Tom Rogerson, tUnE-yArDs, Vampillia, Violent Magic Orchestra, Visible Cloaks, Yat-Kha, Yves Tumor, Zeal & Ardor
Curated by Jerusalem In My Heart: Abdel Karim Shaar, Alanis Obomsawin performing 'Bush Lady', Charles-André Coderre presents Granular Shadow, Dedekind Cut, Farida & The Iraqi Maqam Ensemble, Film: Incident at Restigouche, Jerusalem In My Heart & Friends DJ set, Klein, Linda Sharrock, Matana Roberts, Moor Mother, Nadah El Shazly, Oiseaux-Tempête, Toukadime
Curated by Perfume Genius: Aldous Harding, Cate Le Bon, Julianna Barwick, Le Mystère des Voix Bulgares, Lost Horizons, Mary Margaret O'Hara, Mount Eerie, Mozart's Sister, Perfume Genius, Pharmakon, Weyes Blood
Curated by Han Bennink: Alexander von Schlippenbach & Han Bennink, Han Bennink Trio & Joris Roelofs, ICP Orchestra, Keiji Haino & Han Bennink, Nora Mulder, Mary Oliver & Greetje Bijma, Omri Ziegele, Ernst Glerum & Han Bennink, Steve Beresford & Gerard Bouwhuis, Terrie Ex & Spring Heel Jack, Thurston Moore & Han Bennink
Curated by Grouper: Brötzmann/Leigh, Coby Sey, Ekin Fil, Film: La Double Vie de Véronique, GAS (Wolfgang Voigt), Grouper & Paul Clipson, Keiji Haino, Lighthouse: Films by Paul Clipson, Marcia Bassett & Samara Lubelski duo, Marisa Anderson, Richard Youngs, Roy Montgomery, Tiny Vipers, William Basinski
Curated by James Holden: Ex-Easter Island Head, Hieroglyphic Being, James Holden & The Animal Spirits, Jerusalem In My Heart, Maâlem Houssam Guinia & Band, Mario Batkovic, Robert Aiki Aubrey Lowe, Sex Swing, Shabaka & The Ancestors, XAM Duo
Curated by Shabazz Palaces: Fhloston Paradigm, Film: Relatos Salvajes, Gonjasufi, Natasha Kmeto, OCnotes, Pharoah Sanders, Shabazz Palaces
Basilica Soundscape Presents: Greg Fox, Jenny Hval, Liu Fang, Meredith Graves, Protomartyr, Prurient
12-Hour Drone: Ashtoreth, Ben Bertrand, Ben Shemie, Ellen Arkbro, Hellvete, Innerwoud, Jessica Moss, Lea Bertucci, Leo Svirsky, Martijn Comes, Orphax, R. De Selby, Surajit Das, The Star Pillow, Thisquietarmy, Veni Om, Yann Gourdon
Satellite Events: Club 3voor12/Utrecht, Le Bazarre, Le Mini Who?, Lombok Festival

### Programma 2018
The Breeders, Swamp Dogg, Neneh Cherry, Colin Stetson, Cass McCombs, Anoushka Shankar & Manu Delago with MO Strings, The Heliocentrics, Mudhoney, Yves Tumor, Kelsey Lu, JPEGMAFIA, Tirzah, Lydia Lunch’s Big Sexy Noise, Vera Sola, Cindy Lee, Black Midi
Curated by Shabaka Hutchings: Kadri Gopalnath, The Comet Is Coming, Kojey Radical, King Ayisoba, Bo Ningen
Curated by Moor Mother: Nicole Mitchell, Emel Mathlouthi, Islam Chipsy & EEK, Maria Chavez
Curated by Devendra Banhart: Vashti Bunyan, Rodrigo Amarante, Roger Eno, Gigi Masin, Jessica Pratt, Katey Red